# Allochernes mongolicus
Allochernes mongolicus är en spindeldjursart som beskrevs av Beier 1966. Allochernes mongolicus ingår i släktet Allochernes och familjen blindklokrypare. Inga underarter finns listade i Catalogue of Life.